# Alex Proyas
Alexander Proyas (Il Cairo, 23 settembre 1963) è un regista, sceneggiatore e produttore cinematografico australiano di origini egiziane e cipriote.

## Biografia
Nato in Egitto da padre di lontana ascendenza greca e da madre di famiglia cipriota, si trasferisce in Australia, a Sydney, all'età di tre anni. A diciassette anni inizia a studiare alla Australian Film Television and Radio School, dove trova come compagni di corso Jane Campion e Jocelyn Morehouse. Nel 1980 gira un cortometraggio, Groping, che ottiene una certa attenzione tra i festival di Londra e Sydney.
Dopo aver diretto molti cortometraggi, nel 1989 scrive e dirige il suo primo lungometraggio, il thriller fantascientifico post-apocalittico indipendente Spirits of the Air, Gremlins of the Clouds, ricevendo due candidature agli Australian Film Institute. In seguito si muove verso Los Angeles dove lavora per MTV, realizzando spot pubblicitari (per marche come Nike, Nissan e Swatch) e videoclip per artisti come Yes, INXS, Sting e Alphaville. Nel 1994 dirige Il corvo - The Crow, tratto dall'omonimo fumetto di James O'Barr, la travagliata produzione del film ha visto la morte del protagonista Brandon Lee, costringendo Proyas a terminare il film con l'ausilio di effetti speciali, controfigure e stuntman.
Nel 1998 scrive, dirige e produce Dark City, di genere fantascienza/noir, che pur non riscuotendo successo al botteghino riesce ad aggiudicarsi molti premi tra cui un National Board of Review Awards 1998. Dopo il film musicale Garage Days del 2002, dirige due anni dopo un altro film di fantascienza ispirato agli scritti di Isaac Asimov, Io, robot con protagonista Will Smith, ottenendo un ottimo riscontro al botteghino. Nel 2009 dirige Segnali dal futuro, di genere fantascienza/thriller con protagonista Nicolas Cage.
Il 16 settembre 2010 la rivista Variety annunciò che Proyas avrebbe diretto il film epico religioso Paradise Lost, basato sull'omonimo poema di John Milton. Il progetto è però stato in seguito abbandonato. Nel 2016 dirige Gods of Egypt incentrato sulle antiche divinità della sua terra d'origine, l'Egitto appunto, con un cast che comprende Geoffrey Rush, Courtney Eaton, Nikolaj Coster-Waldau, Brenton Thwaites e Gerard Butler.

## Riconoscimenti
Al Festival di Cannes 1994, Proyas è stato candidato alla Palma d'oro per il suo cortometraggio Book of Dreams: Welcome to Crateland. Per Dark City, è stato candidato a numerosi premi internazionali e ha vinto il Silver Scream Award all'Amsterdam Fantastic Film Festival, il Premio Bram Stoker per la migliore sceneggiatura, il Saturn Award come miglior film di fantascienza, il premio del Film Critics Circle of Australia ed il Premio Pegaso al Festival internazionale del cinema fantastico di Bruxelles.

## Filmografia

### Cortometraggi
- Neon (1980)
- Groping (1980)
- Strange Residues (1981)
- Spineless (1987)
- Book of Dreams: Welcome to Crateland (1994)

### Lungometraggi
- Spirits of the Air, Gremlins of the Clouds (1989)
- Il corvo - The Crow (1994)
- Dark City (1998)
- Garage Days (2002)
- Io, robot (I, Robot) (2004)
- Segnali dal futuro (Knowing) (2009)
- Gods of Egypt (2016)

### Videoclip musicali
- "Ricky's Hand" – Fad Gadget (1980) con Salik Silverstein
- "Flicker" – Fetus Productions (1983)
- "In Your Eyes" – Dropbears (1985)
- "Kiss the Dirt" – INXS (1986)
- "Magic Touch" – Mike Oldfield (1987)
- "Don't Dream It's Over" – Crowded House (1987)
- "Holiday" – The Other Ones (1987)
- "Rhythm of Love" – Yes (1987)
- "Better Be Home Soon" – Crowded House (1988)
- "Bring Down the Moon" – Boy Meets Girl (1989)
- "Mysteries of Love (Songlines)" – Alphaville (1989)
- "All This Time" – Sting (1991)